# Mirabueno
Mirabueno és un municipi de la província de Guadalajara, a la comunitat autònoma de Castella-La Manxa. Està situat entre Las Inviernas i Mandayona.